# Isoperla obliqua
Isoperla obliqua is een steenvlieg uit de familie Perlodidae. De wetenschappelijke naam van de soort is voor het eerst geldig gepubliceerd in 1978 door Zwick.